# Одрадне (Березнегуватська селищна громада)
Одра́дне — село в Україні, у Березнегуватській селищній громаді Баштанського району Миколаївської області. Населення становить 29 осіб.